# Józef Michał Poniatowski
Józef Michał Poniatowski książę de Monterotondo herbu Ciołek (ur. 21 lutego 1816 w Rzymie, zm. 3 lipca 1873 w Londynie) – polski kompozytor, śpiewak (tenor) i dyplomata.

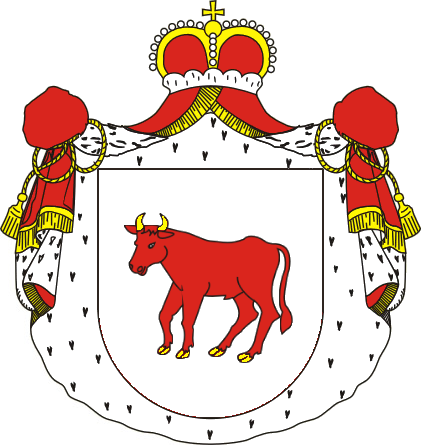
Herb Poniatowskich

## Życiorys
Józef Michał Poniatowski był synem Stanisława Poniatowskiego, brata stryjecznego księcia Józefa Poniatowskiego, i Kasandry Luci.
Kształcił się we Florencji, interesując się od młodych lat muzyką i śpiewem, posiadał doskonały głos tenorowy. Został naturalizowany w Toskanii i wyniesiony do godności księcia Monterotondo przez wielkiego księcia Leopolda II; w 1850 otrzymał austriacki tytuł książęcy. W czasie Wiosny Ludów dwukrotnie był wybierany do Izby Deputowanych we Florencji. Od grudnia 1849 został posłem Toskanii w Brukseli, w latach 1850–1853 – w Londynie.
W roku 1854 zrezygnował z misji dyplomatycznej na rzecz księstwa Toskanii, osiadł w Paryżu, otrzymał od Napoleona III godność senatora francuskiego i przyjął obywatelstwo francuskie.
W latach 1871–1873 był towarzyszem wygnania Napoleona III w Anglii.
Był żonaty z Matyldą Perotti. Jego synem był Stanisław August Poniatowski, córka Izabela wyszła za szlachcica florenckiego di Ricci; ich córka Anna Maria poślubiła Aleksandra Colonna-Walewskiego.
Został pochowany na cmentarzu przy katolickim St Mary’s Church w Chislehurst (od 1965 w granicach Londynu).
Komponował opery w stylu rossiniowskim.

## Opery
Jest autorem 9 oper włoskich i 3 francuskich. Tylko jedna z jego oper wystawiona była XIX w. w Polsce.
- Giovanni da Procida (1840, Lukka),
- Don Desiderio (1840 Piza, 1878 Teatr Miejski we Lwowie w jęz. polskim),
- Ruy-Blas (1843, Lucca)
- Bonifazio de’ Geremei (1843, Rzym)
- La sposa d’Abido (1846, Wenecja)
- Malek Adhel (1846, Genua)
- Esmeralda (1847, Florencja)
- Pierre de Médicis (1860, Paryż)
- Au travers du mur (1861, Paryż)
- L’Aventurier (1865, Paryż)
- La Contessina (1868, Paryż)
- Gelmina (1872, Londyn)

## Odznaczenia i tytuły
Nadane m.in. przez Leopolda II Wielkiego Księcia Toskanii:
- Książę Monterotondo (1848)
- Pułkownik honorowy Gwardii Miejskiej Florencji Wielkiego Księstwa Toskanii (1849)
- Wielki Oficer Orderu Legii Honorowej (1851)
- Szambelan Wielkiego Księstwa Toskanii (1852)
- Krzyż Komandorski Orderu św. Józefa (1854)
- Krzyż Wielki Orderu św. Stefana (1855)

## Dyskografia
- Pierre de Médicis: Pierre De Médicis: Xu Chang – tenor, Laura Salviati: Aleksandra Buczek – sopran, Julien de Médicis: Florian Sempey – baryton, Fra Antonio: Yasushi Hirano – bas, Paolo Monti: Juraj Hollý – tenor, Henrietta: Jadwiga Postrożna – mezzosopran, Chór Filharmonii im. Karola Szymanowskiego w Krakowie, Teresa Majka-Pacanek – przygotowanie chóru, Krakowska Orkiestra Festiwalowa, Massimiliano Caldi – dyrygent; wyd. Stowarzyszenie Muzyki Polskiej, nagrano podczas 7. Festiwalu Muzyki Polskiej (2011 r.) w Krakowie
- Don Desiderio: Don Desiderio: Stanislav Kuflyuk – baryton, Angiolina: Joanna Woś – sopran, Federico: Ondrej Šaling – tenor, Don Curzio: Krzysztof Szumański – baryton, Placida: Vera Baniewicz – mezzosopran, Matteo: Sebastian Szumski – bas-baryton, Riccardo: Wojciech Parchem – tenor, Polska Orkiestra Sinfonia Iuventus, Chór Filharmonii im. Karola Szymanowskiego w Krakowie, Teresa Majka-Pacanek – chórmistrzyni, Krzysztof Słowiński – dyrygent; wyd. Stowarzyszenie Muzyki Polskiej i Agencja Ars Operae, nagrano podczas 12. Festiwalu Muzyki Polskiej (2016 r.) w Krakowie